# Tanums tingshus
Tanums tingshus består av tre byggnader – tingshus, stall och sockenmagasin – vid Apoteksvägen 10/Bygdegårdsplan 2 i Tanumshede, Tanums kommun. Byggnaderna, som uppfördes under 1600–1800-talet, är byggnadsminne sedan den 18 juni 1981.

## Historia
Hede, nuvarande Tanumshede, är sedan gammalt en knutpunkt för viktiga vägar och därför ett naturligt bygdecentrum. Tanums häradsting har varit förlagda hit åtminstone sedan 1630-talet. Tingshuset är troligen uppfört vid 1700-talets slut, men källarvåningen med arrestlokaler är sannolikt betydligt äldre. Tingshusstallet torde vara samtida med tingshuset. Sockenmagasinet i tre våningar uppföres 1869 efter flera nödår. Det renoverades 1982 och används nu som restaurang (annex till gästgiveriet) och hembygdsmuseum. Samtliga tre byggnader är timrade, panelade och rödfärgade samt har tegeltak.
Tingshuset innehåller fängelselokaler från 1500-talets slut. Invändigt finns bland annat tingssal, domar och nämndemansrum bevarade.

## Beskrivning
Tanums tingshus ingår tillsammans med det före detta stallet i en större kulturhistorisk miljö invid vägskälet i Tanumshede med magasin, gästgiveri och ett flertal järnåldersgravar. Byggnaden vänder sig med ingången mot vägen. En stenmur med trädkrans inramar en gräsmatta med stenlagd mittgång. Strax utanför stenmurens västra sträckning ligger stallet.

### Exteriör
Tingshusbyggnaden har en rektangulär planform med en hög spritputsad grundmur åt söder. Den timrade stommen är klädd med bred rödmålad locklistpanel, men mycket lite äldre profilerad locklist finns bevarad. En bred dropplist avslutar panelen nedtill. Timmerknutarna är markerade med vitmålade bräder. Fönsterbågarna ansluter till väggpanelen utan omfattningar. Fönstren är småspröjsade och av korsposttyp. Fasaden är utkragad med listverk under takfoten. Sadeltaket är täckt med enkupigt lertegel och på vardera takfallet finns två halvcirkelformade takkupor. De murade skorstenarna är relativt nya. Den vitmålade entrédörren har fiskbensmönstrad panel.
Sockenmagasinet i tre våningar har en rektangulär grundplan där grunden består av kraftiga naturstensplintar. Stommen är timrad och utmed fasaden finns små öppningar med svartmålade luckor.

### Interiör
Av äldre fast inredning och interiör finns i källaren unika historiska dokument för förståelsen av äldre tiders tingshus. Källarvåningen kan vara byggd redan på 1600-talet. Väggarna är av sten och tegel och taken har bjälkar och vitmålade plankor. Källaren utgjorde under tinghustiden häkte och bevarade från denna tid finns höga väggfasta britsar försedda med järnringar för handbojor. I rummen finns också rester av spismurar. Dörrarna är av massivt trä med kraftiga gångjärn av 1700-talstyp och fönstren har järngaller.
I övrigt renoverades byggnaden för representation på 1980-talet, varvid även vinden inreddes. Det äldre skranket finns kvar i den före detta tingssalen och mot taket finns en handtextad med husets historia. I flera rum finns kakelugnar med stänkdekor, varav en har träfötter.
Sockenmagasinets interiör har stora öppna ytor och en trappa till de olika våningsplanen finns i mitten av byggnaden. Taket uppbärs av en saxkonstruktion med strävpelare. Timmerväggarna är omålade.